# ЗК (ружьё)
ЗК — советское однозарядное охотничье ружьё.

## История
В 1949 году было принято решение об организации на Ижевском механическом заводе крупносерийного производства охотничьих ружей, и в том же году завод начал выпуск ружья ЗК конструкции инженера В. А. Казанцева.
Также ЗК выпускалось на Златоустовском машиностроительном заводе.

## Конструкция
ЗК представляет собой курковое одноствольное однозарядное ружьё массой 2,25 - 2,75 кг, которое было разработано для любительской и промысловой охоты на среднего зверя. Выпускалось под патроны 16-го, 20-го, 24-го, 28-го и 32-го калибра (но ружья 24-го калибра были вскоре сняты с производства).
Ствол и цевье оружия отъёмные.
Сверловка ствола — цилиндр или цилиндр с напором. Длина патронника — 70 мм. Для ружей 16-го калибра выпускали вкладные нарезные стволы под 5,6-мм патрон кольцевого воспламенения (вес ружья со вложенным стволом увеличивался до 3 кг).
Ствол запирает клиновая задвижка (которая входит в паз на ствольном крюке) и открывается рычагом, расположенным под колодкой, позади спусковой скобы.
Ударно-спусковой механизм оружия смонтирован в коробке. Наружный курок расположен посередине колодки. Боек выполнен отдельно от курка, после каждого выстрела курок автоматически ставится на предохранительный взвод.
Ложа полупистолетной или прямой формы, изготовлена из берёзы или бука.
Ружье рассчитано под стрельбу патронами в бумажной или металлической гильзе.

## Варианты и модификации
ЗК выпускалось в нескольких незначительно различающихся между собой модификациях (ЗК, ЗКМ-1, ЗКМ-2 и др.).